# Episodi di Quelli della pallottola spuntata

Scena dell'episodio Un conto in sospeso

La prima e unica stagione della serie televisiva Quelli della pallottola spuntata è formata da 6 episodi ed è stata trasmessa negli Stati Uniti dal 4 marzo all'8 luglio 1982.
| nº | Titolo originale                                     | Titolo italiano             | Prima TV USA   | Prima TV Italia |
| -- | ---------------------------------------------------- | --------------------------- | -------------- | --------------- |
| 1  | A Substantial Gift (The Broken Promise)              | Un conto in sospeso         | 4 marzo 1982   |                 |
| 2  | Ring of Fear (A Dangerous Assignment)                | Un campione onesto          | 11 marzo 1982  |                 |
| 3  | The Butler Did It (A Bird in the Hand)               | Una pista sbagliata         | 18 marzo 1982  |                 |
| 4  | Revenge and Remorse (The Guilty Alibi)               | Vendetta al tritolo         | 25 marzo 1982  |                 |
| 5  | Rendezvous at Big Gulch (Terror in the Neighborhood) | Una chiave per la giustizia | 1º luglio 1982 |                 |
| 6  | Testimony of Evil (Dead Men Don't Laugh)             | Una copertura da ridere     | 8 luglio 1982  |                 |

Da notare come al primo passaggio televisivo della serie, negli USA, il terzo e il quinto episodio siano stati trasmessi in ordine inverso.

## Un conto in sospeso
- Titolo originale: A Substantial Gift (The Broken Promise)
- Diretto da: Jim Abrahams, David Zucker, Jerry Zucker
- Scritto da: Jim Abrahams, David Zucker, Jerry Zucker

### Trama
Sally Decker dichiara di aver assistito a una rapina in banca con duplice omicidio; in realtà lei e il fidanzato sono colpevoli di entrambe le uccisioni, simulando la morte del banchiere (il suo fidanzato Jim Johnson) da parte di DuVolt (un semplice cliente), a sua volta colpito da Johnson. Toccherà al Tenente Drebin smascherare il criminale che voleva solo arricchirsi alle spalle dell'attuale fidanzata, come aveva già fatto precedentemente usando alcune identità fasulle.
- Guest star: Lorne Greene (se stesso, nella sigla)
- Guest star: Barbara Tarbuck (sig.ra DuVolt), Terry Wills (Jim Johnson), Terrence Beasor (Dr. Zubatsky), Russell Shannon (Ralph DuVolt), Jimmy Briscoe (poliziotto), Kathryn Leigh Scott (Sally Decker)
- Note: Nella versione italiana il nome Twice viene tradotto in DuVolt per poter utilizzare gli stessi giochi di parole presenti nella versione originale.

## Un campione onesto
- Titolo originale: Ring of Fear (A Dangerous Assignment)
- Diretto da: Joe Dante
- Scritto da: Tino Insana, Robert Wuhl
- Sceneggiatura di: David Misch

### Trama
Drebin investiga su degli incontri di boxe truccati, da quando un pugile, che si era rifiutato di sottomettersi al clan mafioso di Cooper, viene trovato ucciso. Il Tenente Drebin si finge manager e ottiene l'affidamento di un giovane pugile (Buddy Bricks) vincendo a carte il suo contratto; riesce in questo modo a entrare in contatto con i cattivi di turno. Gli mancano però le prove per incastrare Cooper e Martin, i quali si scoprono rapendo Mary, la fidanzata di Buddy per ricattarlo. Durante un incontro importante i nostri eroi riescono a salvare Mary, impedendo a Buddy di rinunciare a una vittoria sicuramente alla sua portata, e arrestando i due malviventi.
- Guest star: Georg Stanford Brown (se stesso, nella sigla)
- Guest star: Rudy Solari (Martin), Patrick St. Esprit (Buddy), Tessa Richarde (Mary), Floyd Levine (Cooper), Irwin Keyes (Luca), Grand Bush (il campione)

## Una chiave per la giustizia
- Titolo originale: Rendezvous at Big Gulch (Terror in the Neighborhood)
- Diretto da: Reza S. Badiyi
- Scritto da: Nancy Steen, Neil Thompson
- Sceneggiatura di: Pat Proft

### Trama
Un'insegnante di danza viene molestata dal racket e un guardiano, trovatosi sul posto, viene ucciso. Drebin per sgominare la banda apre un nuovo negozio di ferramenta nelle vicinanze della scuola di danza. Come previsto i malviventi non tardano a farsi vedere, ma, dopo una prima minaccia, Drebin li butta fuori dal negozio dopo una colluttazione, proprio sotto lo sguardo degli altri commercianti. Dopo l'ennesimo tentativo di far fuori Drebin, questi si presenta nell'ufficio di Dutch, il capo dell'organizzazione criminale, fingendosi intenzionato a far parte della banda. Viene quindi inviato a punire l'insegnante di danza, dove viene smascherato. A questo punto, Drebin deve passare alle maniere forti e stende gli scagnozzi che l'accompagnavano. Finalmente ci sono le ulteriori prove per arrestare anche Dutch.
- Guest star: Florence Henderson (se stessa, nella sigla)
- Guest star: Al Ruscio (Dutch), Robert Costanzo (Leo), John Ashton (Rocky), Connie Needham (Jill), Rebecca Holden (Stella)

## Vendetta al tritolo
- Titolo originale: Revenge and Remorse (The Guilty Alibi)
- Diretto da: Paul Krasny
- Scritto da: Nancy Steen, Neil Thompson

### Trama
Un attentato provoca la morte del giudice Maxwell e i sospetti cadono immediatamente su Eddie Casalas, un dinamitardo che ha già scontato la sua pena, a suo tempo giudicato proprio dal giudice Maxweel. Lana, l'ex-moglie di Eddie, permette a Frank Drebin e al Capitano Hocken di rintracciarlo presso la sua nuova amante, Mimi, ma non ci sono prove a suo carico. Una nuova esplosione causa la morte di un avvocato coinvolto nell'incarcerazione di Eddie avvenuta sette anni prima, ma questa volta Mimi non fornisce l'alibi a Eddie. Drebin e il suo compagno decidono di tenere sotto controllo l'appartamento di Mimi, nel caso che Eddie voglia vendicarsi anche di lei, e in effetti un ennesimo attentato viene scongiurato. Il colpevole si rivela essere Lana, che voleva far incolpare l'ex-marito per gelosia nei confronti di Mimi.
- Guest star: William Shatner (se stesso, nella sigla), Dr.ssa Joyce Brothers (se stessa)
- Guest star: Spence Milligan (Eddie), Bonnie Campbell Britton (Lana), K.T. O'Sullivan (Mimi)

## Una pista sbagliata
- Titolo originale: The Butler Did It (A Bird in the Hand)
- Diretto da: Georg Stanford Brown
- Scritto da: Pat Proft
- Sceneggiatura di: Deborah Hwang, Robert K. Weiss

### Trama
Durante la festa del suo compleanno, Terri Burton, una ricca ereditiera, viene rapita e il fidanzato stordito con un colpo alla testa; il riscatto è di un milione di dollari. Viene quindi richiesto l'aiuto della polizia e Drebin interviene. Alla famiglia di Terri perviene un messaggio, che, registrato e portato in laboratorio, rivela dei suoni di fondo che possono portare al luogo da dove è stata fatta la telefonata, e quindi dove viene tenuta prigioniera la ragazza. Il luogo viene individuato e raggiunto dalla squadra di Drebin, che dopo una sparatoria riesce ad arrestare il rapitore, il maggiordomo Thames.
- Guest star: Robert Goulet (se stesso, nella sigla), Tommy LaSorda (se stesso)
- Guest star: Nicolas Coster (Warner), Lilibet Stern (Terri), Byron Webster (Thames), Ken Michelman (Kingsley), Peter Elbling (il mimo), K Callan (Charlotte)

## Una copertura da ridere
- Titolo originale: Testimony of Evil (Dead Men Don't Laugh)
- Diretto da: Joe Dante
- Scritto da: Tino Insana, Robert Wuhl

### Trama
Un cabarettista muore in circostanze misteriose. Si sospetta l'omicidio dato che questi è coinvolto in un giro di droga, ma è anche un informatore della polizia. Nel locale dove si esibisce, infatti, si ritiene che ci sia un'organizzazione criminale, tenuta sotto controllo nel tentativo di smascherare gli alti dirigenti del clan. Tocca a Drebin infiltrarsi nell'organizzazione, facendosi passare a sua volta per commediante; la copertura funziona e subito Veronica Rivers, proprietaria del locale, lo coinvolge nei suoi loschi giri. La droga viene trovata, e, durante una sua esibizione nel locale, Drebin smaschera anche il Francese, il vero capo dell'organizzazione.
- Guest star: William Conrad (se stesso, nella sigla), Dick Clark (se stesso)
- Guest star: Danny Dayton (Joey), Claudette Nevins (Veronica), Dick Miller (Vic), Jerry Layne (Willy), Wayne Winton (medico legale)